# 胱氨酸尿症
胱氨酸尿症（英語：Cystinuria）是一种遗传性肾小管膜转运异常疾病，由于肾小管再吸收胱氨酸减少，导致尿液中的胱氨酸含量升高，而引起尿路结石的发生。

## 细胞学机制
近端肾小管上皮细胞上的rBAT和BAT1蛋白是参与转运胱氨酸以及氨基氨基酸（赖氨酸、精氨酸、鸟氨酸）的载体蛋白，当编码这两种蛋白的基因（SLC3A1和SLC7A9）发生突变时引起载体蛋白的缺陷，这将引起肾小管对上面四种氨基酸的重吸收发生障碍。这四种氨基酸中只有胱氨酸不溶于水，因此当其超过饱和度时，胱氨酸从尿中结晶析出而形成结石。
同时，这一类患者小肠粘膜上皮细胞的主动转运机制可能也有类似的缺陷，可能引起肾功能的损伤。